# Fortaleza Srebrenik
A fortaleza de Srebrenik (em língua bósnia:Tvrđava Srebrenik) é o castelo medieval melhor preservado, datado de 1333, localizado perto da cidade de Srebrenik, na Bósnia e Herzegovina.